# Dzynilor
Dzynilor  (ucraniano: Дзинілор) es una localidad del Raión de Izmail en el Óblast de Odesa de Ucrania. Según el censo de 2001, tiene una población de 157 habitantes.